# Tmesisternus subalpinus
Tmesisternus subalpinus là một loài bọ cánh cứng trong họ Cerambycidae.